# Дмитриевский сельский округ (Северо-Казахстанская область)
Дмитриевский сельский округ (каз. Дмитриев ауылдық округі) — административная единица в составе Тимирязевского района Северо-Казахстанской области Казахстана. Административный центр — село Дмитриевка.
Население — 1410 человек (2009, 1758 в 1999, 1759 в 1989).
Динамика численности
| Численность населения | Численность населения | Численность населения |
| 1989                  | 1999                  | 2009                  |
| --------------------- | --------------------- | --------------------- |
| 1759                  | ↘1758                 | ↘1410                 |

## Этнокультурное объединение
С 6 июля 2005 года в округе функционирует казахско-украинский «Дом дружбы»".

## История
Сельский совет образован 3 июля 1976 года решением Северо-Казахстанского облисполкома. Указом Президиума Верховного Совета Казахской ССР от 20 июля 1976 года сельскому совету присвоено наименование — Дмитриевский. 12 января 1994 года постановлением главы Северо-Казахстанской областной администрации образован Дмитриевский сельский округ.

## Состав
В состав округа входят такие населенные пункты:
| Населенный пункт | Население, человек (1989) | Население, человек (1999) | Население, человек (2009) |
| ---------------- | ------------------------- | ------------------------- | ------------------------- |
| Дмитриевка, село | 952                       | 884                       | 709                       |
| Жаркен, село     | 539                       | 616                       | 526                       |
| Интымак, село    | 268                       | 258                       | 175                       |